# مینورو تاناکا (بازیگر)
مینورو تاناکا (انگلیسی: Minoru Tanaka; ۲۷ اکتبر ۱۹۶۶ – ۲۵ آوریل ۲۰۱۱) بازیگر اهل ژاپن بود.